# Elmo (araldica)
In araldica l'elmo ricorda cavalleria e imprese militari. Negli stemmi compaiono sia l'elmo medievale che quello romano e anche, più raramente, elmi di altra epoca o foggia.

Di rosso, a tre elmi d'oro
Elmo al naturale, con pennacchio d'argento (Bussy-Saint-Georges, Francia)
Elmo in maestà (Helmstadt-Bargen, Germania)
Elmo d'oro (stemma di Licio Gelli)
Di nero, al tiglio sradicato e potato d'argento, sormontato da un elmo romano d'oro, crestato di rosso (Römershausen, Germania)
Elmo da legionario romano (Stockstadt am Main, Germania)
Elmo gallico (Teloché, Francia)

## Elmo nel timbro dello scudo
Quando l'elmo è utilizzato come timbro dello scudo, può indicare il grado di nobiltà del titolare dello stemma e, in tal caso, si può fare riferimento alle affibbiature. L'elmo è costruito in acciaio che, secondo le convenzioni araldiche, è dorato per le famiglie reali, argentato per le famiglie nobili e brunito per le famiglie di cittadinanza e borghesi.

### Italia
Le forme degli elmi di nobiltà regolamentate nel Regno d'Italia dalla Regia Consulta Araldica sono:
- elmi di famiglia reale: dorati, ventaglia alzata e bavaglia abbassata (l'insieme della ventaglia e della bavaglia costituisce la visiera), posizione di fronte (o in maestà);
- elmi di famiglia nobile: argentati, ventaglia chiusa e bavaglia aperta, gorgiera fregiata di collana e medaglia, posizione di pieno profilo o di tre quarti a destra (possono portare l'elmo in maestà gli insigniti del titolo nobiliare il cui scudo sia fregiato dal manto);
- elmi di famiglia di cittadinanza e borghese: abbrunati, visiera chiusa, nessuna collana e nessuna medaglia, posizione di pieno profilo a destra (portano l'elmo in posizione di pieno profilo a sinistra i figli bastardi). Nell'araldica italiana esso può disporre di un numero variabile di penne: 5 per le famiglie di antica cittadinanza comunale e 3 per le famiglie borghesi.

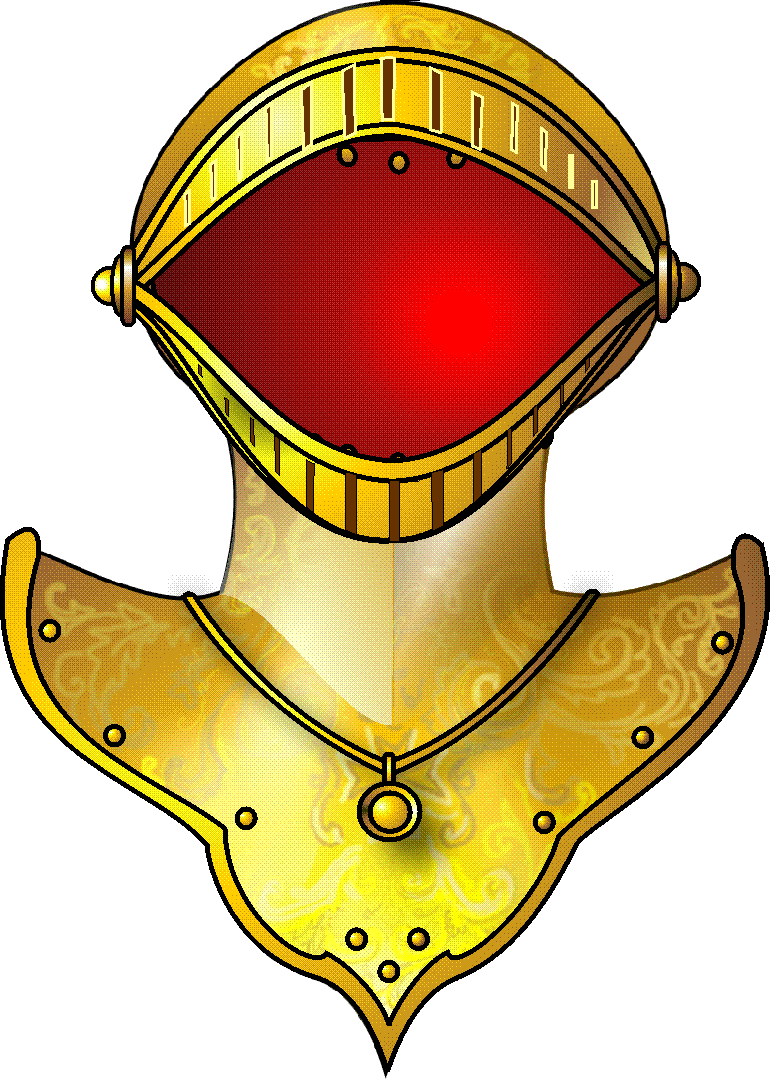
Elmo di famiglia reale
Elmo di famiglia nobile
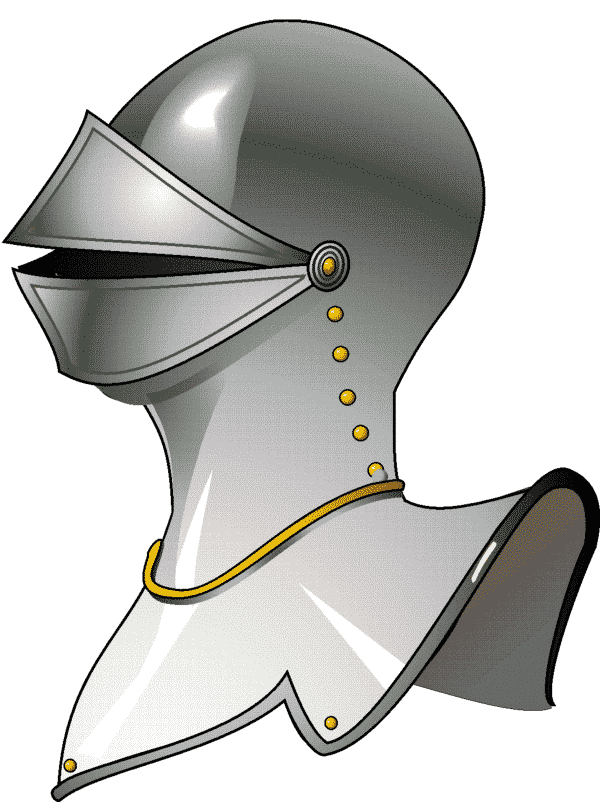
Elmo di famiglia di cittadinanza o borghese (impropria la collana)
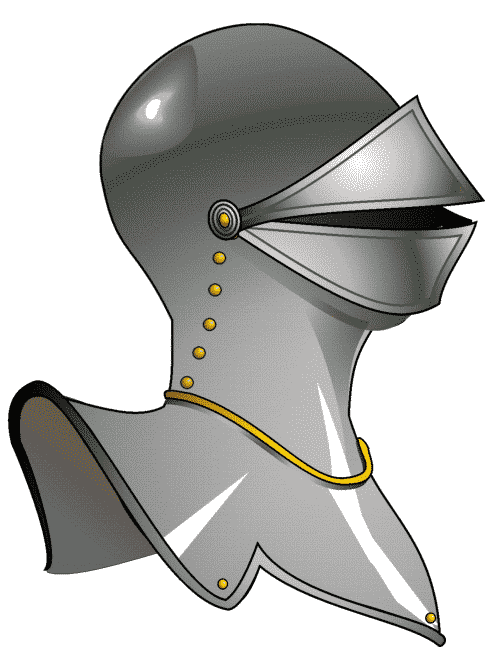
Elmo di figlio bastardo (impropria la collana)

## Araldica militare italiana
Nell'araldica militare italiana:
- l'elmo gallico, posto sui colori nazionali francesi, è il simbolo concesso alle unità che hanno combattuto in Francia durante la prima guerra mondiale.
- l'elmo di Scanderbeg d'oro, posto sui colori tradizionali albanesi, nero e rosso, è il simbolo concesso alle unità che hanno combattuto nella campagna italiana di Grecia durante la seconda guerra mondiale.

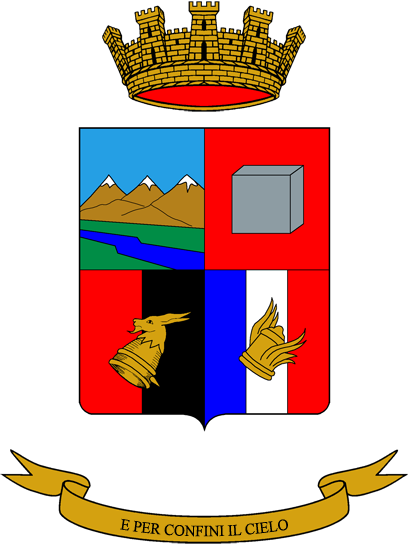
Elmo di Scanderbeg e elmo gallico (7º Reggimento Trasmissioni)
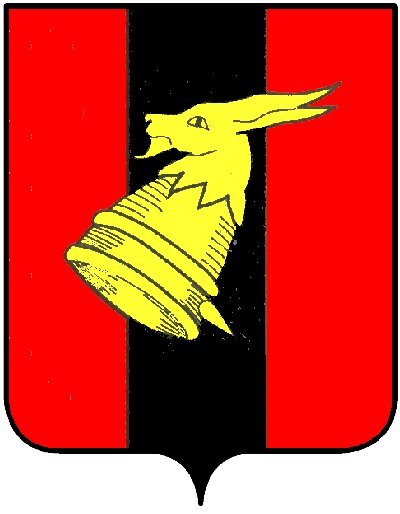
Elmo di Scanderbeg
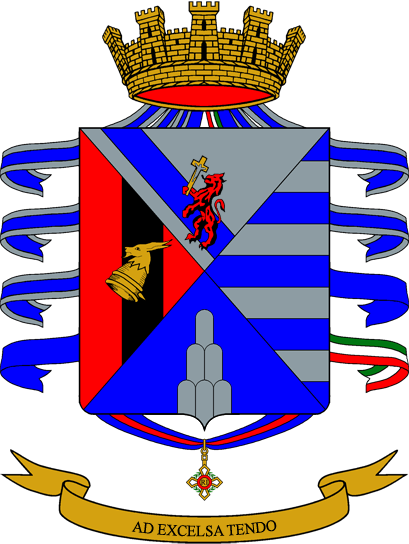
Inquartato in decusse: nel 2° elmo di Scanderbeg (7º Reggimento alpini)
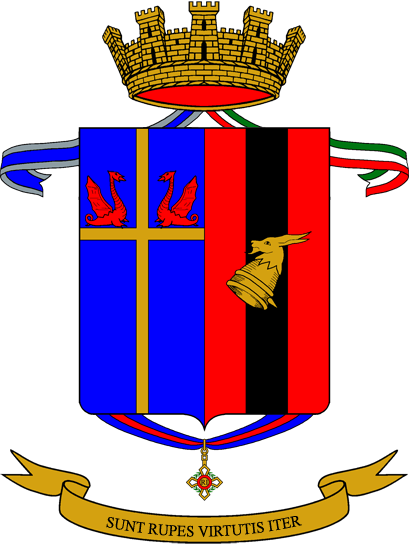
Partito: nel 2° elmo di Scanderbeg (16º Reggimento alpini)